# 鲁菲尼亚克
鲁菲尼亚克（法語：Rouffignac，法語發音：[ʁufiɲak]）是法国滨海夏朗德省的一个市镇，位于该省东南部，属于容扎克区。

## 地理
鲁菲尼亚克（45°20'5"N, 0°27'0"W）面积14.62 平方千米，位于法国新阿基坦大区滨海夏朗德省，该省份为法国西部滨海省份，北起旺代省，西临大西洋，南至吉倫特省，东南接多爾多涅省，东北接德塞夫勒省接壤，东临夏朗德省。
与鲁菲尼亚克接壤的市镇（或旧市镇、城区）包括：沙穆亚克、沙尔蒂扎克、库皮尼亚克、库村、萨利尼亚克-德米朗博、蒂热拉圣莫里克、维勒克萨维耶。

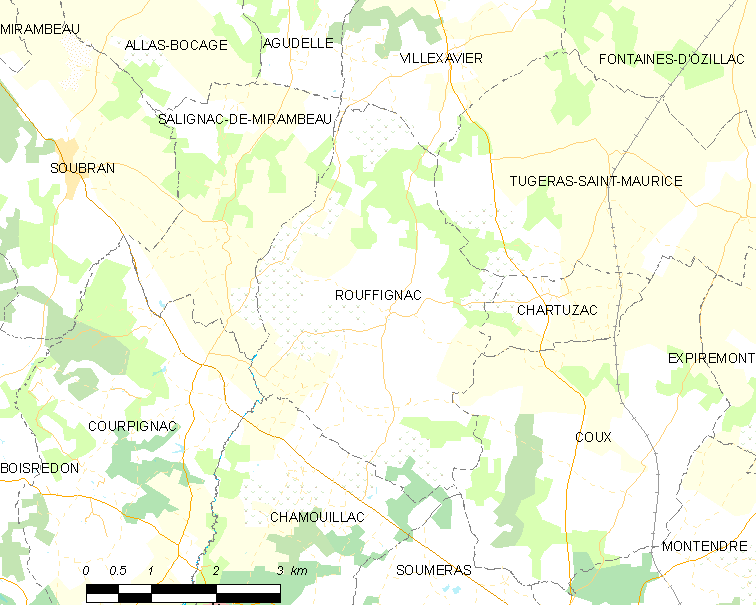
鲁菲尼亚克的OSM定位图

鲁菲尼亚克的时区为UTC+01:00、UTC+02:00（夏令时）。

## 行政
鲁菲尼亚克的邮政编码为17130，INSEE市镇编码为17305。

## 政治
鲁菲尼亚克所属的省级选区为三山县。

## 人口

1962-2008年间鲁菲尼亚克人口变化图示

鲁菲尼亚克于2022年1月1日时的人口数量为427人。